# سوخو تی-۴۹
سوخو تی-۴۹(به انگلیسی: Sukhoi T-49) یک هواپیمای جنگنده پیش‌نمونه و آزمایشی متعلق به شوروی بود.

## مشخصات فنی
داده‌ها از The Osprey encyclopedia of Russian aircraft, 1875-1995
ویژگی‌های عمومی
- خدمه: ۱
- طول: ۱۹٫۸ متر (۶۵ فوت ۰ اینچ)
- پهنای بال: ۸٫۶ متر (۲۸ فوت ۳ اینچ)
- پیشرانه: ۱ عدد موتور توربوجت با پس‌سوز Lyulka AL-7F1-100, ۶۷٫۱ کیلونیوتن (۱۵٬۱۰۰ پوند-نیرو) thrust dry, ۹۸٫۱ کیلونیوتن (۲۲٬۱۰۰ پوند-نیرو) با پس‌سوز

عملکرد

## همچنین ببینید
- سوخو سو-۷
- سوخو سو-۹
- سوخو سو-۱۵
- میکویان-گورویچ میگ-۲۱

## مطالعه بیشتر
- Green, William (2001-11-14). The great book of fighters: an illustrated encyclopedia of every fighter aircraft built and flown. MBI Pub. ISBN 0760311943.